# Бойна личинка
Бойна личинка – предна част на затвора в огнестрелното оръжие, непосредствено подпираща патронника и осъществява по този начин затваряне на неговия канал.
Дели се на подвижна и неподвижна. Първата се завърта в затвора около оста си, съвпадаща с оста на канала, и, движейки се заедно със затвора напред и назад не се върти заедно с него при затварянето и отварянето на патронника. Неподвижната участва във всички движения на затвора.